# Pays Pourlet
Le Pays Pourlet, dit anciennement Pays gwenedour, est un pays traditionnel de Bretagne. On écrit aussi parfois Pourleth et on prononce toujours [puʁˈlɛt]. L'origine de ce mot n'est pas clairement établie. On l'appelle aussi pays de Guémené-sur-Scorff ou Bro Mil Bouton (en référence au nom du costume traditionnel masculin local qui porte des rangées de boutons en profusion). Il se situe dans le pays vannetais.
Il correspond à la fois :
- à la zone où l'on portait traditionnellement le costume à la mode de Guémené-sur-Scorff ;
- à la zone où l'on parle un dialecte breton de type bas-vannetais, le breton Pourlet.
- à la zone d'influence du marché (foer Gemene) de Guémené-sur-Scorff ;

## Limites géographiques

Carte des pays traditionnels de la Bretagne.

Le pays Pourlet occupe le Nord-Ouest du département du Morbihan ainsi qu'une petite portion des Côtes-d'Armor, et s'étend sur les communes suivantes :
Guémené-sur-Scorff, Plouray, Mellionnec, Lescouët-Gouarec (partie sud), Silfiac, Saint-Tugdual, Priziac, Le Croisty, Saint-Caradec-Trégomel, Lignol, Kernascléden, Berné, Persquen, Meslan, Locmalo, Inguiniel, Bubry, Langoëlan, Séglien, Ploërdut. La partie nord de Plouay et le quartier de Locmeltro en Guern peuvent aussi être considérés comme appartenant au Pays Pourlet[réf. souhaitée] car on y portait aussi le costume traditionnel local.

### Une description datant de 1943
« Abordez-le par le sud ou par le nord et vous le trouverez un peu sévère. D'un côté comme de l'autre, vers Inguiniel et Berné, ou vers Ploërdut et Saint-Caradec, champs et prés n'ont pas encore fait disparaître les landes, et les boqueteaux de pins qui donnent au Vannetais son cachet si particulier garnissent maint mamelon éventé et maint flanc de vallon. La profonde coupure du Scorff dans la forêt de Pont-Callec, réplique morbihannaise du Stangala quimpérois, met une note de fraîcheur et de variété dans ces hauts plateaux assez faiblement ondulés, terres granitiques que l'érosion n'a pas encore disséquées et abaissées. Mais le cœur du pays Pourlet, son centre de vie, c'est cette longue et fertile dépression, entaillée dans les schistes tendres, qui court de Guémené au Faouët. La belle route qui l'emprunte (...) fait traverser un paysage des plus plaisants qui soient. Quittez un instant cette route et dirigez-vous au sud, vers le rebord abrupt des plateaux d'Inguiniel et de Berné qui dominent la vallée d'une soixantaine de mètres, vous allez atteindre quelque belvédère d'où vous découvrirez l'un de ces paysages bocagers, onduleux et verdoyant, dont la Bretagne intérieure a le secret. À l'ouest les hauteurs granitiques qui dominent de leurs 230 mètres Guiscriff et Scaër ; un peu plus près de vous Le Faouët, dont les blanches maisons gravissent le flanc de l'éperon qui voit s'unir les eaux de l'Ellé et du Ster Laër ; à vos pieds la vallée pourlette, où quelques petites buttes à peine accusées trahissent des pointements de roches plus résistantes ; au nord enfin, les hautes croupes du Croisty. »

## Histoire

### Origine du nom
L'origine du nom est incertaine : selon le chanoine Villeneuve, un érudit local, le nom proviendrait d'habitants d'Aleth, près de Saint-Malo, qui se seraient réfugiés dans les forêts locales pour échapper aux Barbares. Mais le nom proviendrait plutôt de bourledenn, nom en breton du bourrelet de cheveux sur lequel les femmes fixent leurs coiffes.

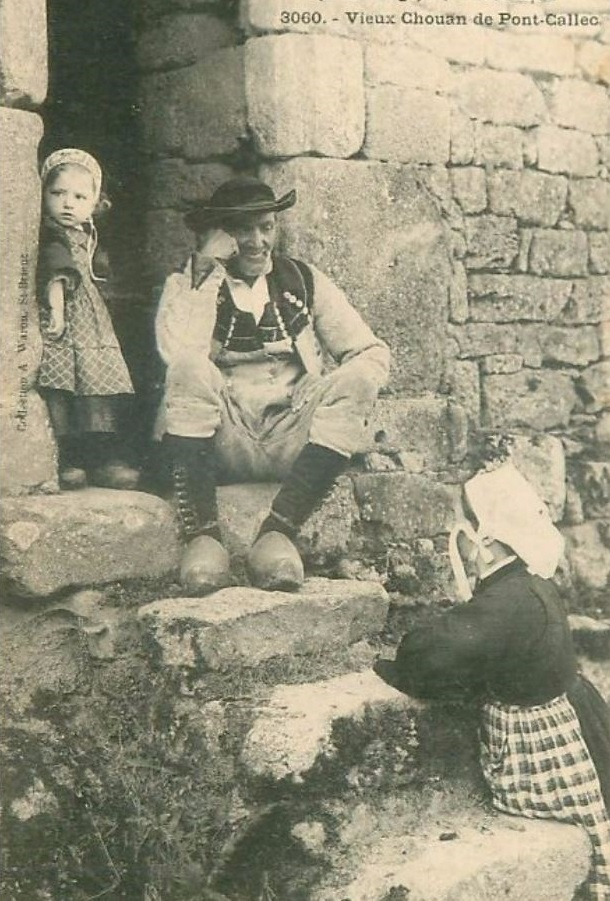
Paysans de Pont-Callec en Berné portant le costume du Pays Pourlet (carte postale du début du XXe siècle).

### De la seigneurie à la principauté
Les communes du Pays Pourlet appartenaient, pour une bonne part, à la seigneurie de Kemenet-Guegan, puis à la principauté de Guémené, ayant appartenu aux Rohan entre 1120 et 1843. Les communes les plus au sud (Meslan, Berné, Inguiniel et Bubry) appartenaient à la seigneurie de Kemenet-Héboé puis plus tard au Marquisat de Pontcallec et à la seigneurie de La Roche-Moysan.

### Chronologie
- 1120 : la seigneurie de Kemenet-Guégan passe sous le giron de la famille de Rohan-Guéméné
- 1570 : La seigneurie de Guémené est érigée en principauté.
- 1657 : La seigneurie de Pontcallec est érigée en marquisat.
- 1843 : disparition de la principauté[4].

## Dialecte
Le breton Pourlet est un sous-dialecte du breton bas-vannetais. Ses principales particularités (partagées avec les autres dialectes bas-vannetais) sont :
- les pluriels prononcés /ɔw/ (ou /aw/ dans la partie ouest) : "uioù" s'entendent /ɥijɔw/ ou /ɥijaw/, taolioù s'entend /toljɔw/ ou /toljaw/, avaloù s'entend /avəlɔw/ ou /avəlaw/ (et variantes pour le début du mot) etc.
- le fait dˈajouter un "a" à la 3e personne du singulier de l'indicatif présent : eñv a zeba, eñv a eva, eñv a gana pour zebr, ev, gan…
- la tendance aux infinitifs en "o" (dans la zone ouest): debo, gouelo, troc'ho
- la tendance à prononcer k comme [tʃ] devant e, i, u, wi, we, là où la plupart des parlers KLT disent k : tchi du (ki du), tchenevo (kenavo) , tchemer (kemer)[5].
- le fait de prononcer les /β/ et /w/ historiques comme /ɥ/ dans la plupart des cas, comme en haut-vannetais, tandis qu'en bas-vannetais lorientais, on les prononce /w/ dans la plupart des mots: sevel /zəɥəl/ (contre /zəwəl/ en lorientais), etc. En fin de mot, très souvent en pays Pourlet les /β/ et /w/ historiques sont muets: liv /li/, piv /pi/, brav /bra/, tandis qu'ils se prononcent /liw/, /piw/ et /braw/ en bas-vannetais lorientais.

## Costume
La coiffe du pays Pourlet ainsi que les costumes sont particulièrement originaux : le costume masculin est surnommé mil bouton en raison de la profusion de boutons argentés et dorés (en fait en cuivre) sur les vestes.

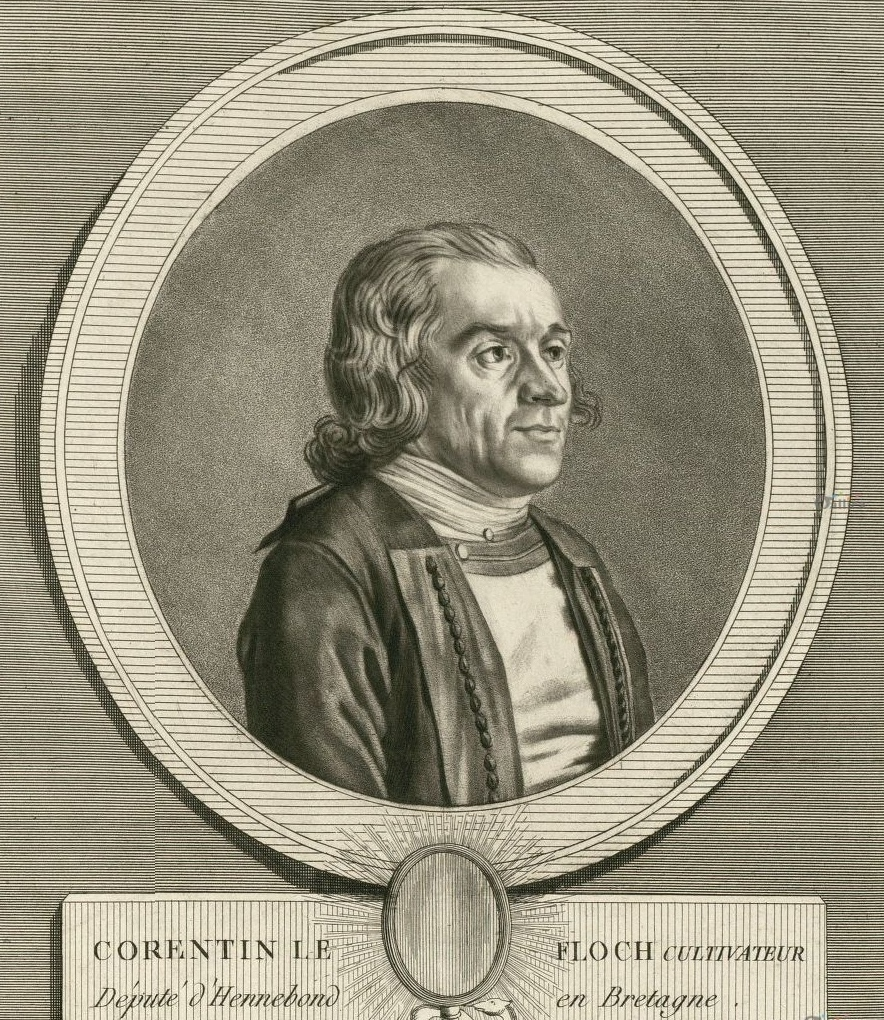
Portrait de Corentin Le Floc'h.

Jérôme Buléon décrit ainsi en 1906 ceux qu'il nomme les "Pourrelettes" : 

« Autrefois les hommes portaient la robe de bure (er vuren) ou la jacquette en toile (er jagen) qui donnait à leur physionomie quelque chose de fruste et de rude ; leurs hauts-de-chausses en fine toile devaient subir l'usure et le vernis du temps, mais jamais l'injure de la lessive... Aujourd'hui le costume s'est transformé et modernisé ; mais tout en conservant, comme dans la région de Pontivy, un caractère éminemment pittoresque et breton. PLus de chausses en laine écrue, ni de ceinture bouclée de cuivre ; la culotte s'est allongée en pantalon collant, et la veste en beau drap noir s'est couverte de velours et constellée de mille boutons. Mais dans l'ampleur du gilet largement fendu la poitrine s'élargit ; et les jeunes gens ont là-bas une allure qui ne messiéerait pas à des gentilshommes [voir le costume de Corentin Le Floc'h]. »

« Les femmes, aux jours ordinaires, sont plus vulgaires dans leur tenue : chez les couturières du pays, on n'a pas encore trouvé le secret de donner une tournure élégante à la robe « justen » ! Leur capot noir est presque aussi laid que celui des Pontyviennes, avec sa forme cylindrique, démesurément allongée par un bourrelet (d'où le nom de pourrelettes) et ses fanons retombant très bas en forme de châle. Leurs pieds traînent, comme ceux de la duchesse Anne, dans des sabots de bois. Çà manque d'esthétique. »

Le même auteur décrit aussi les costumes plus anciens, : au début du XIXe siècle « les hommes portaient une double veste rousse ou violette, piquée d'arabesques en fils de couleurs autour du cou et des reins. Par devant, les deux pans de la veste étaient brodés en forme d'orfrois ; et les boutons de cuivre , plats ou sphériques, y reluisaient au milieu d'une riche broderie. Sur le dos, des languettes d'étoffes (cognou) juxtaposées verticalement comme les fuseaux d'un blason, montaient jusqu'à la hauteur des aisselles ».
« À partir de 1850 à peu près, on ne porte plus guère que l'habit de bure et la jacquette en toile. Er vuren est l'habit des jours de fête, et l'autre, er jagen, est pour les jours ordinaires ; avec ces deux vestes, la culotte (bragou ber) et les chausses (baudrou ou chauchou) étaient également en toile ou en laine. Les guêtres de grande tenue étaient soutachées, aux boutonnières, et par derrière, de dessins au fil blanc d'un gracieux effet. (...) Vers 1860, on commença à donner aux enfants du pays un petit veston d'une coupe nouvelle, strié de boutons métalliques, ce qui leur a valu bentôt le surnom de « mille boutons » ; et le pantalon (bragou hir) remplaça la culotte (bragou ber). Or ces enfants, à mesure qu'ils ont grandi, ont voulu garder leur premier costume, qui est devenu aujourd'hui le costume unique du paysan guémenénois, et ces « sans culotte » ont ainsi révolutionné une fois de plus le costume de Guémené ».
La coiffe féminine est surnommée la brouette, en breton bourleden (bourlet au pluriel), ce qui a valu aux femmes le surnom d'ar garr'kell (brouettes) en raison de ses ailes relevées. Sa taille n'a cessé de se réduire avec le temps, à l'opposé de celle du pays Bigouden. De taille très réduite au milieu du XXe siècle, elle est composée de quatre éléments : bonnet, ruban de satin, sous-coiffe avec brides se nouant sur la joue et la coiffe elle-même. Cette dernière a gardé ses ailes mais très fines. Le costume féminin est caractérisé par la multiplication des boutons sur la robe perlée. Le tablier à devantier richement brodé a un ruban noué à gauche, du même côté que le nœud de la coiffe.

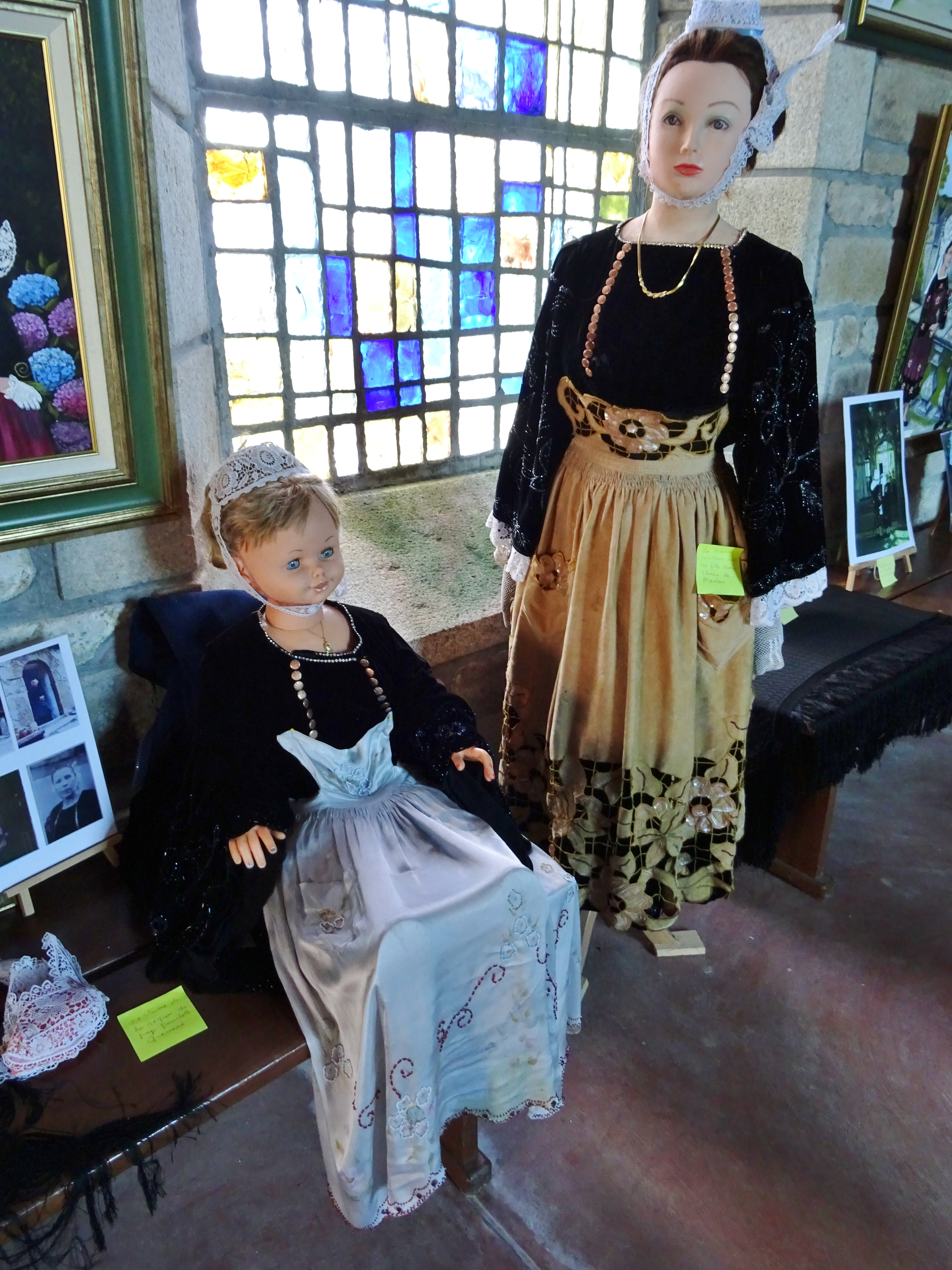
Costumes traditionnels du Pays Pourlet.
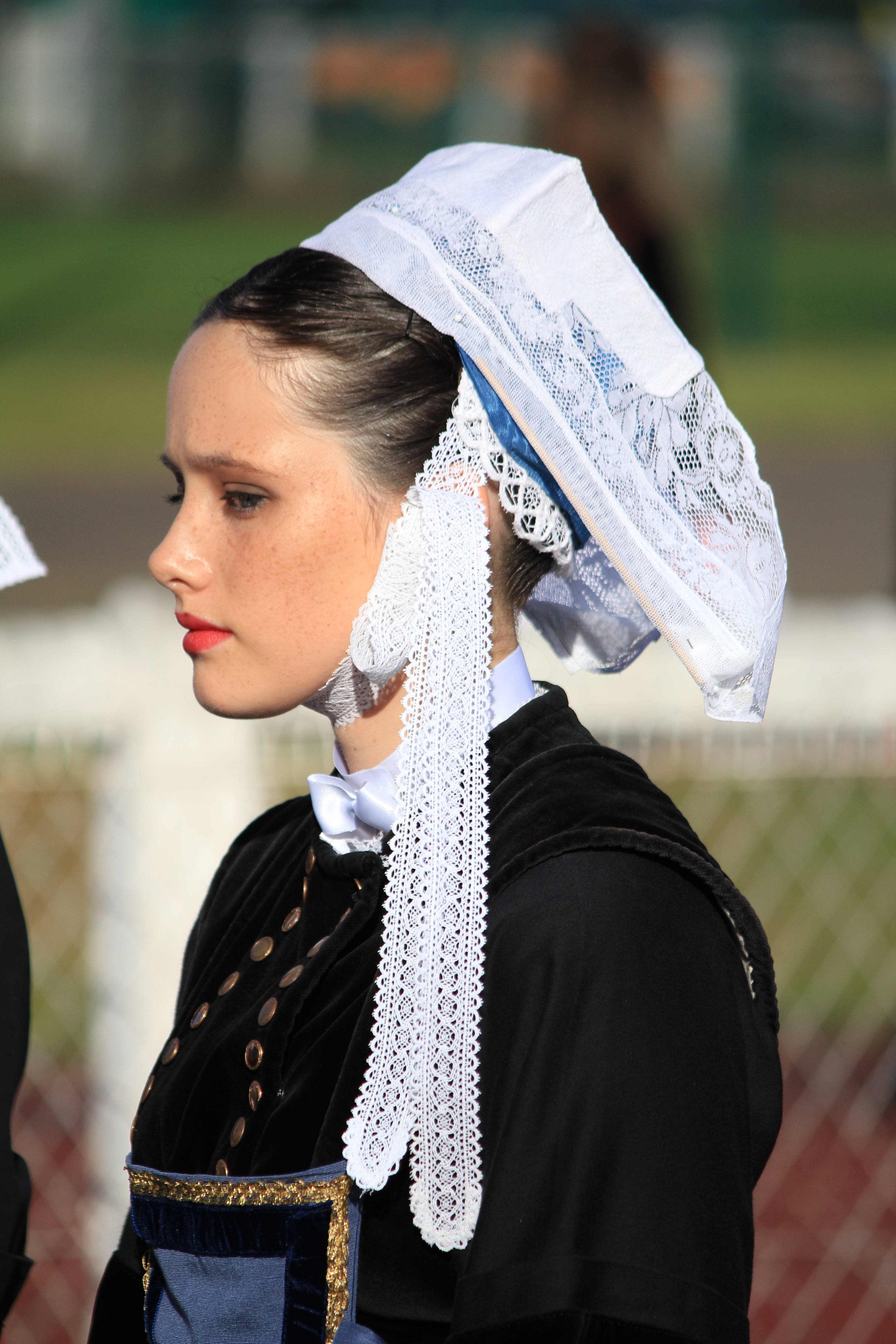
Coiffe du pays Pourlet.
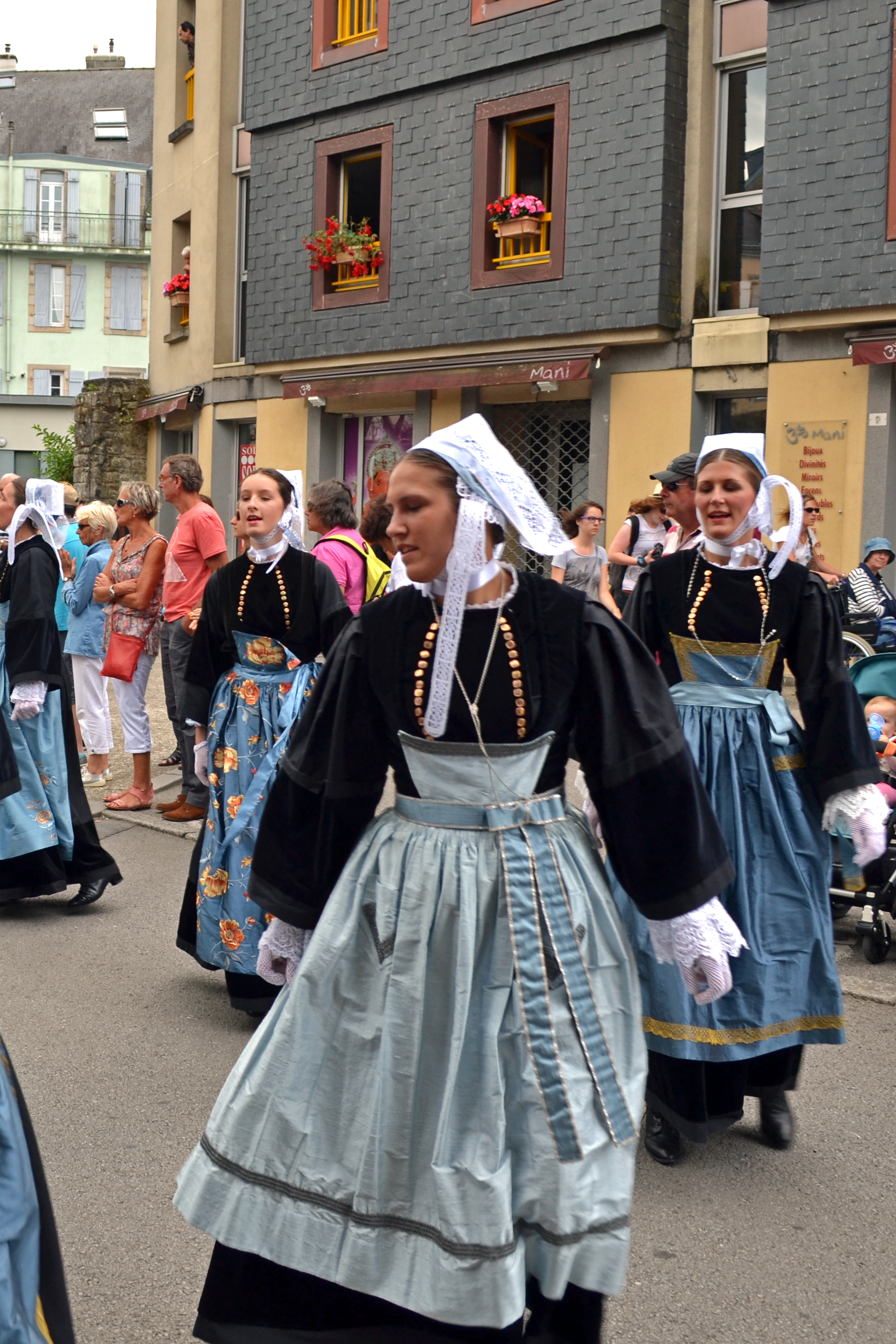
Tavañjer.

## Danse

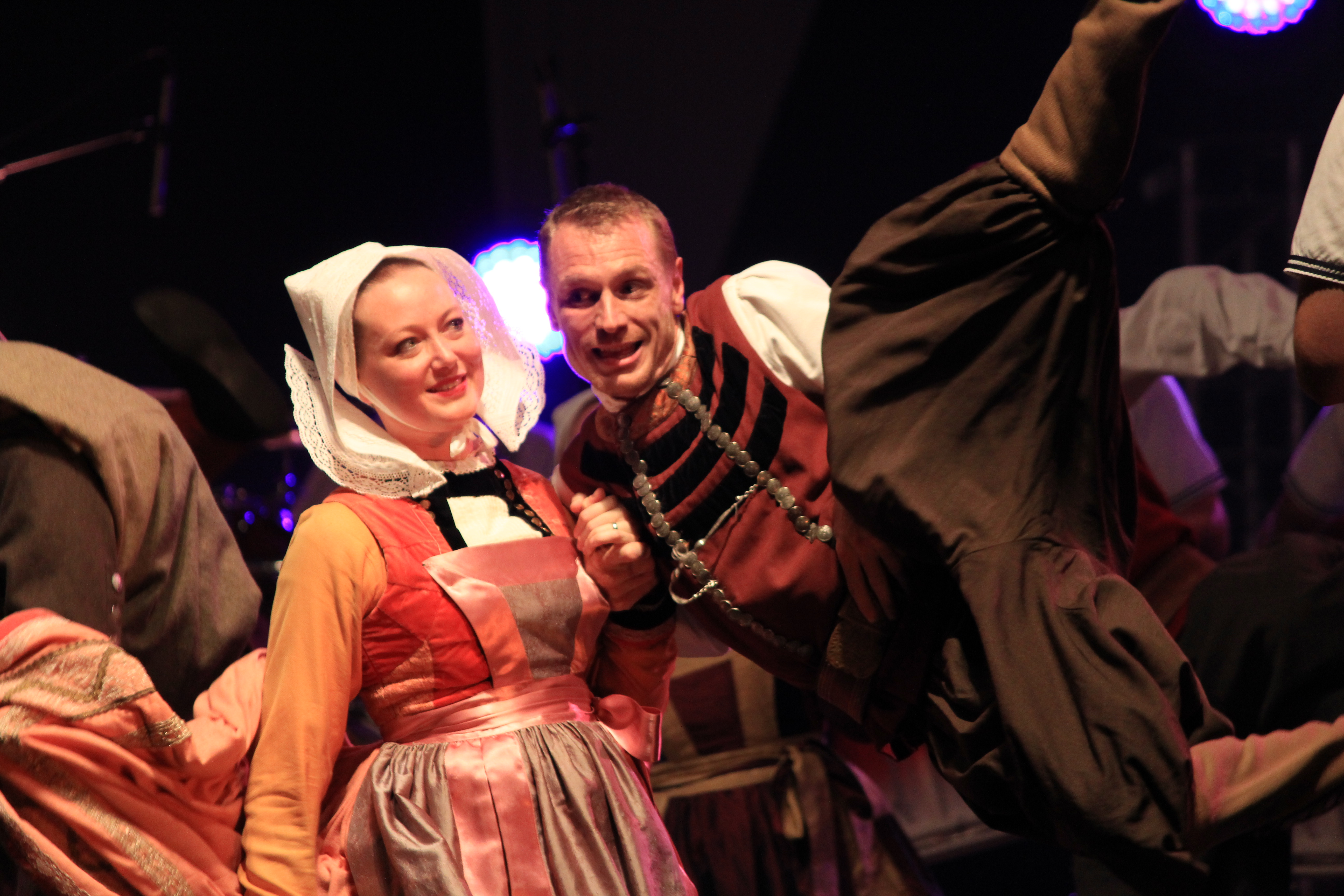
Danseur effectuant un saut.

Rattaché au pays de Vannes par la langue, le pays pourlet est cornouaillais par la danse, la gavotte pourlet, caractérisée par les sauts des hommes.
C'est une gavotte en chaîne mixte, qui serpente et peut se reformer un temps en ronde, avant de repartir en chaîne avec un autre meneur. Le pas est subdivisé en 3 et 4, avec parfois un paz dreon en guise de changement de pas. Dans les derniers temps de la tradition, la danse démarrait par un cérémonial assez compliqué au cours duquel une petite ronde de quatre danseurs se formait. C'est alors que les garçons sautaient aux temps 7 et 8, soutenus par leurs cavalières.

## Mobilier
Le Pays Pourlet se caractérise aussi par ses meubles (gloestraoù mod Pourlet). On y trouve un mobilier où les figures de marqueterie ou plutôt d'incrustation tiennent une place importante. Le bois de chêne ou de hêtre noirci dans l'eau alterne avec la clarté de l'if ou du buis pour réaliser des décors tels que : épis de blé, roses des vents, étoiles. Des clous ornent souvent les panneaux de bois en chêne ou en châtaignier pour former un décor ou couvrir les chevilles de bois.[réf. nécessaire]